# Liga Nacional de Básquet 1992-93
La temporada 1992-93 de la Liga Nacional de Básquet fue la novena edición de la máxima competencia de clubes argentinos en dicho deporte. Se inició en octubre de 1992 y finalizó el 29 de mayo de 1993 con el sexto partido de la serie final entre el Atenas de Córdoba y Gimnasia y Esgrima Pedernera Unidos de San Luis en el Estadio Polideportivo Carlos Cerutti de la ciudad de Córdoba, en donde se consagraría campeón el elenco visitante, luego de ganar la serie final 4 a 2.
Para esta temporada se amplió la cantidad de participantes, volviendo a los dieciséis equipos tradicionales. Para ello ascendieron los mejores tres de la anterior Liga B, Santa Paula de Gálvez, como campeón, Regatas San Nicolás, subcampeón, y Banco de Córdoba que fue tercero. Además, la plaza que había dejado vacante Olimpo fue vendida a Echagüe de Paraná. Respecto de la anterior temporada, River Plate no forma parte pues había descendido.
Banco de Córdoba se retiró de la Liga antes de terminar su participación, cuando disputaba la serie por la permanencia ante Independiente de Neuquén. Por otro lado, el elenco neuquino también perdió la categoría, pero disputando un repechaje ante un equipo del Torneo Nacional de Ascenso.
En esta temporada sucedió la marca histórica de cantidad de puntos anotados por un solo jugador en un encuentro. Fue el 2 de mayo de 1993 cuando, durante un partido de semifinales entre Gimnasia y Esgrima de Comodoro Rivadavia y Gimnasia y Esgrima y Pedernera Unidos, Andrew Moten, jugador del equipo chubutense, alcanzó a anotar 63 puntos, repartidos en 5 de 14 intentos en tiros de tres, 12 de 17 intentos en tiros de dos y 24 de 25 intentos en tiros libres.

## Posiciones finales
| Equipo | Equipo                         | PJ | PG | PP | Pts |
| ------ | ------------------------------ | -- | -- | -- | --- |
| 1.º    | GEPU                           | 58 | 45 | 13 | 103 |
| 2.º    | Atenas                         | 59 | 39 | 20 | 98  |
| 3.º    | Olimpia (Venado Tuerto)        | 51 | 32 | 19 | 83  |
| 4.º    | Gimnasia (Comodoro Rivadavia)  | 54 | 31 | 23 | 85  |
| 5.º    | Sport Club Cañadense           | 53 | 29 | 24 | 82  |
| 6.º    | Estudiantes de Bahía Blanca    | 51 | 24 | 27 | 75  |
| 7.º    | Ferro Carril Oeste             | 53 | 26 | 27 | 79  |
| 8.º    | Santa Paula de Gálvez          | 52 | 23 | 29 | 75  |
| 9.º    | Peñarol                        | 52 | 33 | 19 | 85  |
| 10.º   | Quilmes                        | 51 | 26 | 25 | 77  |
| 11.º   | Regatas San Nicolás            | 52 | 23 | 29 | 75  |
| 12.º   | Echagüe (Paraná)               | 53 | 23 | 30 | 76  |
| 13.º   | Boca Juniors                   | 52 | 23 | 29 | 75  |
| 14.º   | Gimnasia y Esgrima (Pergamino) | 51 | 18 | 33 | 69  |
| 15.º   | Independiente (Neuquén)        | 50 | 13 | 37 | 63  |
| 16.º   | Banco de Córdoba               | 50 | 13 | 37 | 63  |

|  |                                              |
|  | Finalistas del certamen.                     |
|  | Disputa un repechaje ante un equipo del TNA. |
|  | Desciende al TNA.                            |

1. ↑  Abandonó la liga cuando disputaba la final por la permanencia ante Independiente de Neuquén.[3]

## Repechaje por el descenso
| 28 de mayo  | Independiente (N) | 83–68 | Independiente (GP) |  |  |  |
|             |                   |       |                    |  |  |  |
|             |                   |       |                    |  |  |  |
| Serie 1 - 0 |                   |       |                    |  |  |  |
|             |                   |       |                    |  |  |  |

| 30 de mayo  | Independiente (N) | 91–98 | Independiente (GP) |  |  |  |
|             |                   |       |                    |  |  |  |
|             |                   |       |                    |  |  |  |
| Serie 1 - 1 |                   |       |                    |  |  |  |
|             |                   |       |                    |  |  |  |

| 2 de junio  | Independiente (GP) | 83–81 | Independiente (N) |  |  |  |
|             |                    |       |                   |  |  |  |
|             |                    |       |                   |  |  |  |
| Serie 2 - 1 |                    |       |                   |  |  |  |
|             |                    |       |                   |  |  |  |

| 4 de junio  | Independiente (GP) | 90–85 | Independiente (N) |  |  |  |
|             |                    |       |                   |  |  |  |
|             |                    |       |                   |  |  |  |
| Serie 3 - 1 |                    |       |                   |  |  |  |
|             |                    |       |                   |  |  |  |

## Semifinales y final
|  | Semifinales   | Semifinales   | Semifinales |        |      | Final | Final | Final |  |
|  |               |               |             |        |      |       |       |       |  |
|  |               |               |             |        |      |       |       |       |  |
|  | GEPU          | GEPU          | 3           |        |      |       |       |       |  |
|  | GEPU          | GEPU          | 3           |        |      |       |       |       |  |
|  | Gimnasia (CR) | Gimnasia (CR) | 2           |        |      |       |       |       |  |
|  | Gimnasia (CR) | Gimnasia (CR) | 2           |        | GEPU | GEPU  | 4     |       |  |
|  |               |               |             |        | GEPU | GEPU  | 4     |       |  |
|  |               |               | Atenas      | Atenas | 2    |       |       |       |  |
|  | Atenas        | Atenas        | Atenas      | Atenas | 2    | 3     |       |       |  |
|  | Atenas        | Atenas        |             |        |      | 3     |       |       |  |
|  | Olimpia (VT)  | Olimpia (VT)  | 1           |        |      |       |       |       |  |
|  | Olimpia (VT)  | Olimpia (VT)  | 1           |        |      |       |       |       |  |
|  |               |               |             |        |      |       |       |       |  |

### Final
| 16 de mayo  | GEPU | 85–77 | Atenas | San Luis                         |  |  |
|             |      |       |        |                                  |  |  |
|             |      |       |        | Pabellón: Estadio Emilio Perazzo |  |  |
| Serie 1 - 0 |      |       |        |                                  |  |  |
|             |      |       |        |                                  |  |  |

| 18 de mayo  | GEPU | 85–78 | Atenas | San Luis                         |  |  |
|             |      |       |        |                                  |  |  |
|             |      |       |        | Pabellón: Estadio Emilio Perazzo |  |  |
| Serie 2 - 0 |      |       |        |                                  |  |  |
|             |      |       |        |                                  |  |  |

| 20 de mayo  | Atenas | 81–84 | GEPU | Córdoba                                |  |  |
|             |        |       |      |                                        |  |  |
|             |        |       |      | Pabellón: Polideportivo Carlos Cerutti |  |  |
| Serie 0 - 3 |        |       |      |                                        |  |  |
|             |        |       |      |                                        |  |  |

| 22 de mayo  | Atenas | 96–80 | GEPU | Córdoba                             |  |  |
|             |        |       |      |                                     |  |  |
|             |        |       |      | Pabellón: Gimnasio Corazón de María |  |  |
| Serie 1 - 3 |        |       |      |                                     |  |  |
|             |        |       |      |                                     |  |  |

| 25 de mayo  | GEPU | 74–80 | Atenas | San Luis                         |  |  |
|             |      |       |        |                                  |  |  |
|             |      |       |        | Pabellón: Estadio Emilio Perazzo |  |  |
| Serie 3 - 2 |      |       |        |                                  |  |  |
|             |      |       |        |                                  |  |  |

| 29 de mayo  | Atenas | 61–66 | GEPU | Córdoba                                |  |  |
|             |        |       |      |                                        |  |  |
|             |        |       |      | Pabellón: Polideportivo Carlos Cerutti |  |  |
| Serie 2 - 4 |        |       |      |                                        |  |  |
|             |        |       |      |                                        |  |  |

### Plantel campeón
- Juan Espil.
- Gustavo Ismael Fernández.
- Esteban Pérez.
- Sergio Dacuña.
- Fernando Allemandi.
- Elnes Bolling.
- Carl Amos.
- Roland Houston.
- Javier Medina.
- Rafael Costa.
- Leonardo Díaz.
- Martín Peinado.
- Héctor Minzer

- Director técnico: Orlando Ferratto